# کنیسه یوسف شموئیل شمعون
کنیسه یوسف شموئیل شمعون مربوط به دوره قاجار است و در اصفهان، محله جوباره، چهاراه ماهی فروشان، نرسیده به خیابان کمال واقع شده و این اثر در تاریخ ۲۰ اردیبهشت ۱۳۸۶ با شمارهٔ ثبت ۱۹۰۶۵ به‌عنوان یکی از آثار ملی ایران به ثبت رسیده است.